# Johann Komusiewicz
Johann Komusiewicz (* 1945 in Winnik, Kreis Dietfurt; † 14. Januar 2025) war ein deutscher Mathematiker und Wissenschaftsfunktionär. Er war von 2006 bis 2009 Staatssekretär im Ministerium für Wissenschaft, Forschung und Kultur des Landes Brandenburg.

## Leben

### Ausbildung
Komusiewicz studierte von 1964 bis 1968 Mathematik an der Friedrich-Schiller-Universität Jena und wurde dort 1972 promoviert. 

### Werdegang
Nach dem Studium war er bis 1990 als Lektor für Numerische Mathematik und Bereichsoberassistent des Fachbereichs Numerik/Optimierung der Universität tätig. 
Nach der Deutschen Wiedervereinigung wechselte er in das Thüringer Ministerium für Wissenschaft und Kultur, wo er von 1990 bis 1991 als Referatsleiter sowie von 1991 bis 2005 als Abteilungsleiter tätig war. Für den Freistaat Thüringen betätigte er sich als aktives Mitglied unter anderem bei der Deutschen Forschungsgemeinschaft, beim Wissenschaftsrat, bei der Alexander-von-Humboldt-Stiftung, bei der Kultusministerkonferenz sowie der Bund-Länder-Kommission für Bildungsplanung und Forschungsförderung.
Von 2006 bis 2009 war er unter Ministerin Johanna Wanka (CDU) Staatssekretär im Ministerium für Wissenschaft, Forschung und Kultur des Landes Brandenburg.
Komusiewicz war Mitglied der CDU.